# Max Romeo
Max Romeo, született Maxwell Livingston Smith (Saint D'Acre, 1944. november 22. – 2025. április 11.) jamaicai reggae-zenész, aki mind hazájában, mind az Egyesült Királyságban ismert.

## Életútja
14 évesen elköltözött otthonról és egy cukornádültetvényen az öntözőcsatornák tisztításával foglalkozott 18 éves koráig, amikor megnyerte a helyi tehetségkutató versenyt és a fővárosba, Kingstonba költözött, hogy elinduljon zenei karrierjén.
1966-ban készült első slágere, a The Emotions együttes tagjaként, Ken Lack producerrel, a "(Buy You) A Rainbow". A The Emotionsnak (aminek tagja volt Kenneth Knight és Lloyd Shakespeare is) több slágere volt és 1968-ra énekesük Max Romeo néven elég önbizalmat érzett a szólókarrier elindításához. Producerével, Bunny Lee-vel dolgozva, a fiatal sztár elkészített néhány pop felvételt, főleg szerelmes balladákat, de ezek nem lettek elég sikeresek, így visszatért a The Emotions-ba. 
Ekkoriban kezdett dolgozni Lee "Scratch" Perry  managereként és készített néhány felvételt új együttesének, a The Hippy Boys-nak, ami később a The Upsetters néven vált ismertté.
1968-ban Romeo új szöveget írt Derrick Morgan "Hold You Jack" című új rythm számára, és megmutatta Perrynek. Eredetileg Morgan énekelte volna a számot, de valami folytán végül mégis Romeo dalolta a saját maga által írt szöveget. Az eredmény, a "Wet Dream" azonnali siker lett Jamaicában, de Angliában betiltották a közvetítését, annak ellenére, hogy Romeo szerint nem szólt másról, mint egy beázott plafonról/mennyezetről. A tiltás csak növelte a dal népszerűségét, és topten szám lett belőle az angliai kislemez listákon, ahol 6 hónapig időzött, mielőtt kiadták az "A Dream" című nagylemezen.
1970-ben Romeo megalapította a Romax nevű sikertelen sound systemet.
Ezután több kislemezt készített, főleg régi producerével, Bunny Leevel, majd Niney Holness dubzenésszel dolgozott együtt. Ezt egy olyan időszak követte, amikor egy sor politikai tartalmú kislemez jelent meg, amelyek nagyrészt a szociáldemokrata People's National Party (PNP)-t támogatták,  amely a "Let The Power Fall On I" című számot választotta kampánydalának az 1972-es jamaicai választások előtt. Ezután Romeo néhány vallásos dalt is készített, majd  újra  Lee "Scratch" Perry producerrel dolgozott együtt és elkészítették a "I Chase the Devil" és a "Three Blind Mice" című klasszikusokat. A "Sipple Out Deh" remixe, "War Ina Babylon" címmel szintén népszerű lett Angliában. Miután szétváltak Romeo egyedül készítette el a következő albumát a "Reconstruction"-t, de ennek kisebb sikere lett.
1978-ban New Yorkba költözött, ahol társával megírta a Reggae című Broadway-musicalt, amelyben szerepet is kapott. 1981-ben Keith Richards (The Rolling Stones) játszotta a "Holding Out My Love to You" számát. Az évtized további részében nem keltettek nagy érdeklődést munkái, amíg 1990-ben vissza nem tért Jamaicára, mivel újra divatba jött a roots reggae zene és újraválasztották a PNP pártot.
Azóta kisebb-nagyobb sikerei voltak és a The Prodigy feldolgozta az "I Chase the Devil" című számát 1992-es angol  "Out of Space" című Top Ten slágerében. Kanye West  is használt mintákat a számból Jay-Z "Lucifer" című száma készítésekor.
Az "I Chase The Devil" szerepel a K-JAH Radio West reggae-rádióban és a Grand Theft Auto San Andreas játékban, amit 2004 októberében adtak ki.

## Albumok
- Revelation Time – 1975
- War Ina Babylon – 1976
- Open the Iron Gate – 1978
- Reconstruction – 1978
- Our Rights – 1988
- Max Romeo and the Upsetters – 1989
- Transition
- Pray For Me: The Best of Max Romeo 1967-73 – 2000 – Trojan Records (compilation)
- Ultimate Collection – 2003; compiled by David Katz

## Külső hivatkozások
- Max Romeo  a  Last.fm-en
- Max Romeo biography[halott link] at the AllMusic website
- Max Romeo fansite Archiválva 2007. június 9-i dátummal a Wayback Machine-ben
- Max Romeo biography by David Katz